# Alban (prénom)
Pour les articles homonymes, voir Alban.
Cette page présente le prénom Alban ainsi que ses variantes.

## Étymologie
Alban est un prénom masculin d'origine latine, qui provient de Albanus, nom d'homme signifiant « originaire de la ville d'Albe ». Le nom alba est à rapprocher d'une base pré-indo-européenne alp- ou alb-, hauteur, montagne.
Les latins associaient alba à l'adjectif albus qui signifie « blanc », mais c'est moins probable.

## Variantes
- En français, on trouve les variantes féminines Albane, Albanie et Albanne[1].
- En italien : Alba, Albano
- En albanais : Alban

## Saint patron
Alban de Verulamium est le premier martyr chrétien de l'Angleterre qui lui a dédié la ville de son supplice, St Albans. Il y mourut en l'an 287.
Note : il existe une Sainte Albane qui était fêtée à Leigneux dans le Forez le dernier jour de mars.

## Fête
Les Alban  sont fêtés le 22 juin.